# Key of Life
Pour plus de détails, voir Fiche technique et Distribution.
Key of Life (鍵泥棒のメソッド, Kagi Dorobō no Mesoddo) est une comédie japonaise écrite et réalisée par Kenji Uchida et sortie en 2012.

## Distribution
- Masato Sakai : Sakurai
- Teruyuki Kagawa : Kondo
- Ryōko Hirosue :
- Yoshiyoshi Arakawa :
- Yuina Arakawa :
- Daisuke Hibi :
- Miwako Kakei :
- Yôko Moriguchi :
- Sayuri Oyamada : Shoko Mizushima

## Reprises
- Luck Key, film sud-coréen de 2016.
- Endgame, film sino-hongkongais prévu pour 2020.